# Pima (geslacht)
Pima is een geslacht van vlinders van de familie snuitmotten (Pyralidae), uit de onderfamilie Phycitinae.

## Soorten
- P. albiplagiatella Packard, 1874
- P. albocostalialis Hulst, 1886
- P. boisduvaliella - Kraslijnmot (Guenee, 1845)
- P. difficilis de Joannis, 1927
- P. flavidorsella de Joannis, 1927
- P. fosterella Hulst, 1888
- P. fulvirugella Ragonot, 1887
- P. granitella Ragonot, 1887
- P. parkerella Schaus, 1924
- P. vividella McDunnough, 1935